# Дворац Марцибањи-Карачоњи
Дворац Марцибањи-Карачоњи се налази у оквиру Каменичког парка у Сремској Каменици. Дворац је грађен у етапама крајем 18. и почетком 19. века, од 1797. до 1811. године за племићку породицу Марцибањи.
Заједно са парком представља непокретно културно добро као просторна културно-историјска целина од великог значаја.
Данашњи изглед зграда добија реконструкцијом и доградњом из 1834. до 1836. године, када је уређен и парк који га окружује. Доградња и реконструкција је извршена када је дворац дошао у власништво спахијске породице Карачоњи, у чијем власништву су била два дворца у Беодри, данашњем Новом Милошеву. Од 19. и почетком 20. века, дворац је био у поседу породице Карачоњи.

## Архитектура
Зграда дворца је репрезентативна, комплексна, спратна, састављена од четири објекта који формирају атријумско двориште. Декорација објекта је у духу класицистичког стила, са дорским стубовима, декоративном пластиком и стилизованим елементима ограде терасе, са колонадама дорских стубова, и стилизованим орнаментима од кованог гвожђа. Дворац је јединствен по томе што је једини или један од ретких класицистичких двораца чија основа није симетрична. Зграда је уклопљена у простор енглеског пејзажног врта који је украшен скулптурама. Енглески пејзажни врт са каменим платоом се лепо уклопио у обронке Фрушке горе и Дунавом. 
Парк је био обогаћен стаблима ретких дрвећа, егзотичним четинарима, и украшен монументалним скулптурама, сфингама, помпејским стубовима, лавовима и другим. Пратећи економски објекти се налазе испред дворца према дунаву, изграђени су 1850. године, а у њима су одгајивани коњи. И данас изнад улаза постоји плоча на којој пише да је дворац саградила племићка породица Марцибањи де Пухо, као и породични грб на североисточној страни. У овом дворцу је боравио шпански краљ Филип. 

## Дворац данас
Данас дворац користи факултет за европске правно-политичке студије. Објекат је у власништву ЈП „Војводинаводе” Нови Сад, чије су просторије биле донедавно у дворцу. Данас је у њему смештен Документациони центар „Никола Мирков” и просторије Хидрометеоролошког завода Србије.
Парк око дворца одржава Градско зеленило, али је већина скулптура у парку поломљена или порушена. Економски објекти су подељени и користе се као стамбени станови, и у великој мери су изгубили аутентичност. 